# Projekt F – Auf der Suche nach dem Schatz der verlorenen Gefühle
Projekt F – Auf der Suche nach dem Schatz der verlorenen Gefühle ist das 1991 erschienene dritte Studioalbum sowie erste Tributealbum des deutschen Sängers, Komponisten und Produzenten Stephan Remmler. Es enthält ausschließlich Coverversionen von Liedern des österreichischen Schlagersängers Freddy Quinn.

## Entstehung
Nachdem Ende 1988 Stephan Remmlers erster Sohn Cecil Remmler geboren worden war, zog sich Remmler eine Zeitlang aus der Öffentlichkeit zurück. 1990 war eine Best-of-Kompilation unter dem Namen 10 Jahre bei der Stange mit Remmlers größten Hits solo und mit Trio erschienen, auf der sich als Bonustrack auch eine Demoversion eines Liedes aus dem Album Projekt F befindet (Weit ist der Weg).
Auf die Idee, ein Musikalbum mit Freddy-Quinn-Liedern aufzunehmen, kam Remmler zufällig, als er im Dezember 1988 in einem Kölner Plattenladen eine Best-of-Kompilation des Sängers erwarb. Die zeitlose Emotionalität der Lieder bewog Remmler dazu, diese Lieder neu einzuspielen. Als er die Idee seiner Plattenfirma Mercury Records vortrug, sorgte er dort jedoch für Irritationen:

„Als ich die Idee, ein ganzes Album mit Freddy-Songs aufzunehmen, erzählte, waren mein Manager und die Plattenfirma erst einmal platt. Sie mußten kräftig einen heben und das Ganze schöntrinken, bevor sie sich schließlich damit anfreunden konnten. Auf jeden Fall war’s ein schwerer Schock für sie.“

## Produktion
Während Remmler seine früheren Alben stets in verschiedenen Studios und in verschiedenen Ländern produzierte, wurde das Album Projekt F vollständig im Can-Studio in Weilerswist aufgenommen. Die Arbeiten zogen sich von August 1990 bis Januar 1991 hin. Begleitet wurde Remmler während der kompletten Produktion von dem deutschen Keyboarder Helmut Zerlett. Von Remmlers früheren Begleitmusikern war lediglich noch der Bassist Ken Taylor an der Produktion beteiligt. Schlagzeug spielte George B. Miller, mit dem Remmler bereits in den 1960er Jahren in Norddeutschland in der Band Just Us bekannt wurde. Miller berichtete später in einem Interview, dass Remmler ihn völlig überraschend bei einem Besuch in Bremerhaven darum bat, auf der Produktion Schlagzeug zu spielen.

## Rezeption
Das Album erhielt durchweg schlechte Kritiken. Insbesondere wurden die sparsame Instrumentierung und der Gesangsvortrag Remmlers kritisiert:

„Remmler spricht mehr als daß er singt, und die programmierten Computer-Keyboards wirken so karg, als habe er [Remmler] bewußt Strom sparen wollen. So viel kühle Distanz ist dem Keimen der großen Gefühle doch eher abträglich.“

In den Charts konnten sich weder das Album noch die beiden ausgekoppelten Singles platzieren.

## Titelliste
A-Seite
1. ALLEIN Allein wie du 3:07
2. HONG 3 Fährt ein weißes Schiff nach Hongkong 2:40
3. AIAIAI Du musst alles vergessen 2:58
4. WOLKEN Und das weite Meer 3:19
5. GUITAR La Guitarra Brasiliana 2:59
6. HEILOS 3 Heimatlos 2:53

B-Seite
1. G + M Die Gitarre und das Meer 3:24
2. JUNGE Junge, komm bald wieder 3:10
3. ROSALI Rosalie 3:25
4. SO Wann kommt das Glück auch zu mir 2:49
5. SCHOEN 4 Heimweh 3:48
6. TRAEUME 2 So viel Träume 3:15

Auf der Audiokassetten-Version ist auf der A-Seite der zusätzliche Titel Weit ist der Weg enthalten.